# Chilongius eltofo
Chilongius eltofo là một loài nhện trong họ Gnaphosidae.
Loài này thuộc chi Chilongius. Chilongius eltofo được miêu tả năm 2005 bởi Norman I. Platnick, Mohammad U. Shadab & Sorkin.